# Sibuco
Sibuco est une localité de la province de Zamboanga du Nord, aux Philippines. En 2015, elle compte 34 620 habitants.